# بومطاش (عين لحصن)
بومطاش هي إحدى مشيخات المملكة المغربية، تتبع جغرافيا لإقليم تطوان وإداريًا لعين لحصن. يقدر عدد سكانها بـ 6552 نسمة حسب الإحصاء الرسمي للسكان والسكنى لسنة 2004.